# Henrik Braad
Henri Braad, né le 30 mai 1728 à Stockholm et décédé le 11 octobre 1781, est un navigateur suédois qui a voyagé aux Indes orientales et publié des récits de voyage.

## Biographie
Henri Braad, né le 30 mai 1728 à Stockholm, est le fils du marchand Paul Christoffer Braad, venu du Jutland au Danemark, et de sa femme Gertrud Planström, de Tornio. Contre l'avis de ses parents qui voulaient qu'il devienne fonctionnaire, Braad entre au service de la Compagnie suédoise des Indes orientales pour laquelle il assume la fonction de subrécargue,. Il effectue quatre voyages en Chine en 1748-1749, 1750-1752, 1753 et 1760-1762, pendant lesquels il passe de longues périodes dans les Indes orientales. Il publie des récits de ses deux premiers voyages à son retour. En 1754-1758, il effectue un voyage dans le Bengale et visite l'île de Ceylan, la côte de Malabar et le sud de l'Arabie pour y étudier les possibilités commerciales. Chargé en fait d'une mission d'espionnage industriel, il se fait passer pour un scientifique de l'Académie royale des sciences de Suède. Durant son quatrième voyage en Chine, Braad est également impliqué dans la création par la Compagnie d'une station pour un point de commerce suédois sur la côte du Malabar. Cette entreprise échoue toutefois en raison de l'opposition anglaise.
Lorsque Braad revient de son quatrième voyage en Chine, il refuse une offre de devenir directeur de la Compagnie des Indes orientales et achète à la place un domaine près de Norrköping. Il passe alors le reste de sa vie dans des recherches littéraires et des études.
Henri Braad épouse Maria Kristina Westerberg en 1763, Vilhelmina Hülphers en 1769 et Sara Margareta Kuhlman en 1772. Vilhelmina est la fille d'Abraham Hülphers l'ancien. Il a eu quatre enfants.

## Publications et manuscrits
Les notes bibliographiques de Braad, Ostrogothia Literata, remplissant cinq épais volumes sont considérés au diocèse de Linköping et à la bibliothèque nationale. Il a également laissé dix-sept volumes de notes de ses deux premiers voyages qui sont désormais à la bibliothèque de l'Université d'Uppsala. 
C'est également à l'université d'Uppsala que se trouve un long manuscrit de Braad daté de 1754 et intitulé Historiske Anmärkningar om Bengala; Dess invånare, och närvarande Tillstånd (Remarques historiques à propos du Bengale, de ses habitants et de sa situation actuelle). Ce manuscrit, probablement adressé au botaniste Carl von Linné (1707-1778), décrit ce que Braad a vu lors de ses voyages dans la région. Il y décrit notamment des "hommes sauvages" vivant nus et ne parlant pas le malais qui étaient en fait des membres des tribus malaises vivant dans la jungle de l'intérieur de la péninsule. Outre cette correspondance, il semble que Braad et Linné se sont rencontrés, probablement dans la deuxième moitié des années 1750.